# Bleekeria
|  | Aquest article tracta sobre el gènere de peixos. Si cerqueu el gènere de plantes, vegeu «Ochrosia». |

Bleekeria és un gènere de peixos pertanyent a la família dels ammodítids.

## Taxonomia
Actualment n'hi ha 6 espècies reconegudes en aquest gènere:
- Bleekeria estuaria J. E. Randall i H. Ida, 2014[11]
- Bleekeria kallolepis Günther, 1862
- Bleekeria mitsukurii D. S. Jordan i Evermann, 1902
- Bleekeria murtii K. K. Joshi, Zacharia i P. Kanthan, 2012[12]
- Bleekeria profunda J. E. Randall i H. Ida, 2014[11]
- Bleekeria viridianguilla Fowler, 1931